# Favia favus
Favia favus là một loài san hô trong họ Faviidae. Loài này được Forskål mô tả khoa học năm 1775.